# Bột giặt

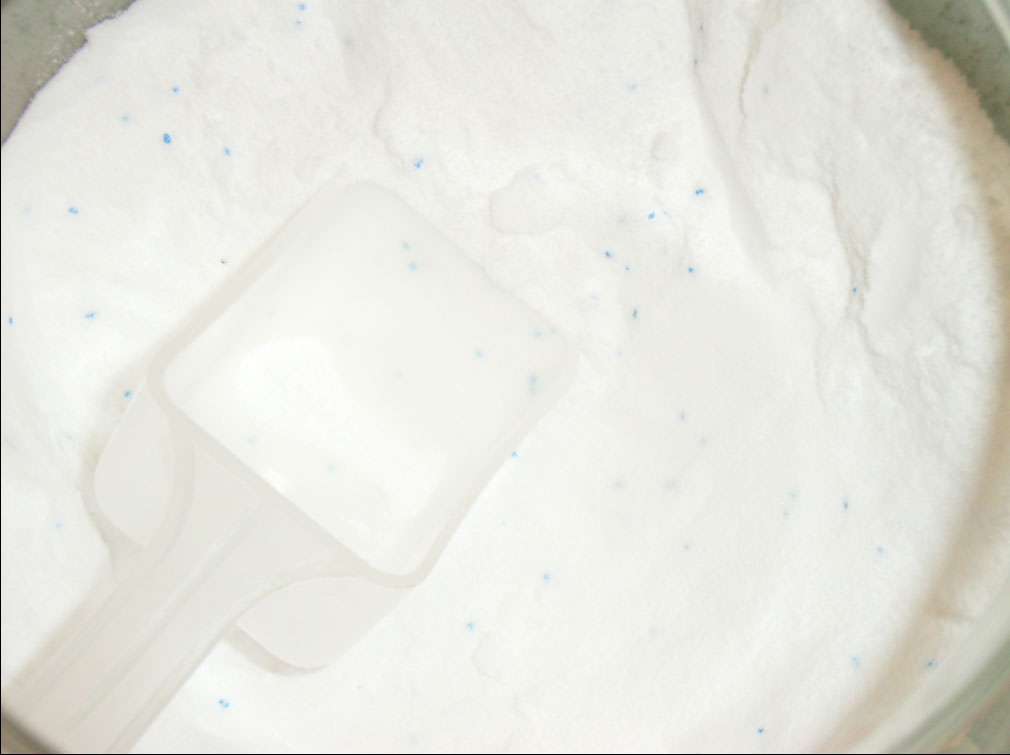
Bột giặt

Bột giặt là một loại chất tẩy rửa thường được thêm vào khi giặt quần áo để tăng khả năng tẩy rửa vết bẩn. Thông thường, bột giặt được cấu tạo bởi hợp chất hóa học bao gồm Alkylbenzene sulfonates, chất tương tự như xà phòng nhưng tác dụng hơn trong nước cứng. Bột giặt dưới dạng lỏng được sản xuất và phổ biến đến hầu hết các siêu thị và đại lý bán hàng kể từ năm 1960.